# Eastbourne Open
Eastbourne Open, oficiálně Lexus Eastbourne Open, je profesionální tenisový turnaj mužů a žen hraný v jihoanglickém Eastbourne. Založen byl v roce 1974 jako ženský turnaj. Na okruhu WTA Tour se od roku 2025 řadí do kategorie WTA 250, když jeho licence WTA 500 přešla na obnovený Queen's Club Championships v Londýně. Mužská polovina probíhá od roku 2009. V rámci okruhu ATP Tour byla zařazena do kategorie ATP Tour 250. Dějištěm je areál Devonshire Park Lawn Tennis Clubu s travnatými dvorci. Eastbournská událost představuje v červnovém termínu přípravu na londýnský grandslam ve Wimbledonu.
Smíšený turnaj existoval v letech 2009–2014. V roce 2015 však mužská licence přešla do původního dějiště v Nottinghamu, kde byl v dané sezóně turnaj obnoven na okruhu ATP. V sezónách 2015–2016 tak Eastbourne hostilo pouze ženy. Mužská část se vrátila zpět z Nottinghamu v ročníku 2017.
Nejvyšší počet jedenácti singlových titulů vybojovala Martina Navrátilová. Jediným čtyřnásobným vítězem mužské dvouhry je Američan Taylor Fritz. Šampionkami startujícími na divokou kartu se staly Američanka Monika Selešová (1996), Francouzka Julie Halardová-Decugisová (2000) a Lotyška Jeļena Ostapenková (2021). Do singlových soutěží nastupuje 28 mužů a 32 žen, čtyřhry se účastní 16 párů. Navýšení počtu hráček dvouhry z 32 na 48 singlistek se uskutečnilo v roce 2015, ale v ročníku 2021 bylo startovní pole opět sníženo.
V rámci anglické travnaté sezóny sdílejí Eastbourne Open, Nottingham Open a Birmingham Open společného titulárního partnera. V sezóně 2025 se jím stala výrobní divize Lexus z koncernu Toyota, která nahradila britského specialistu na penzijní připojištění Rothesay.

## Vývoj názvu turnaje

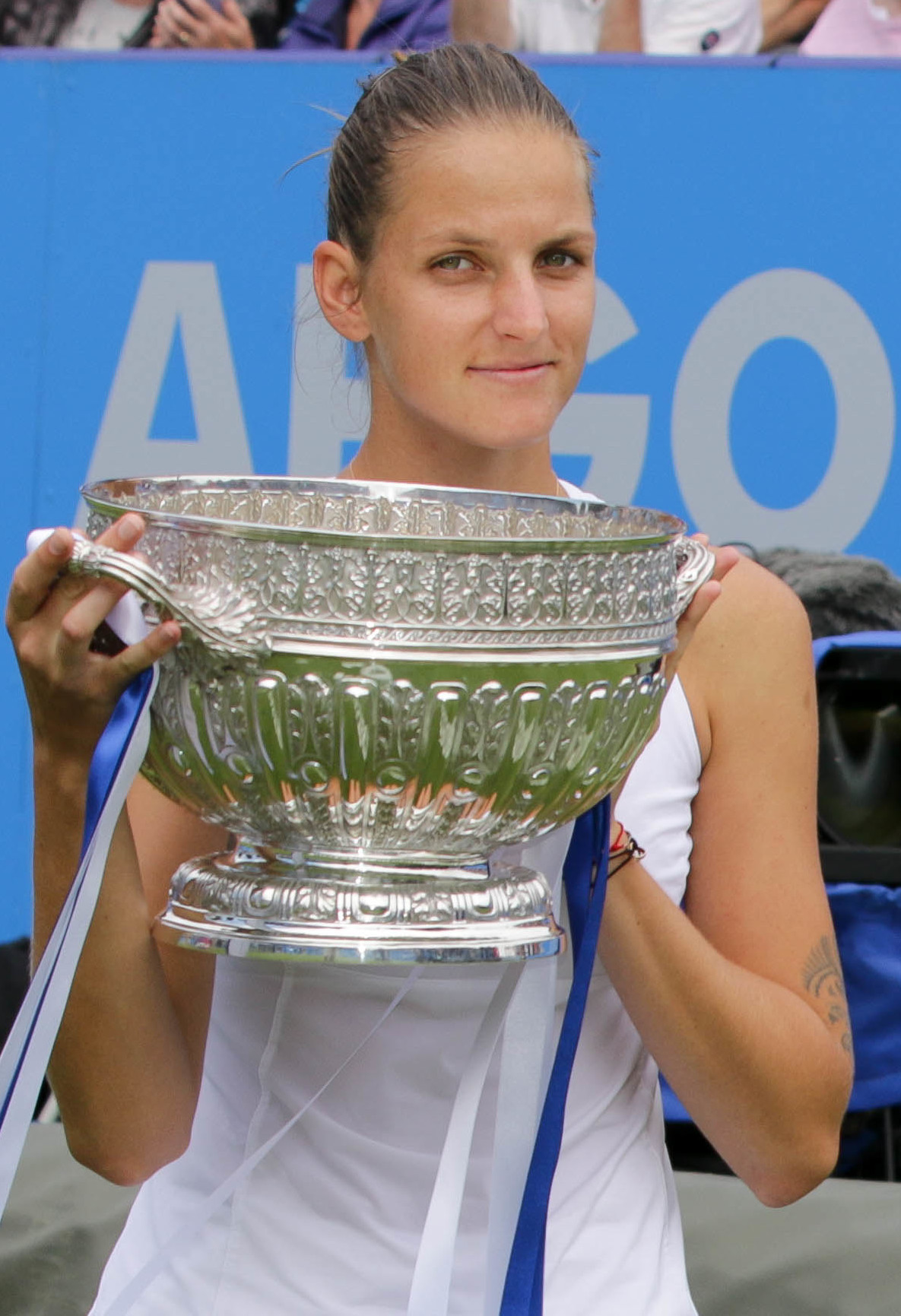
Vítězná Karolína Plíšková, 2017

### Ženy
Seznam názvů ženského turnaje.
- 1974: John Player Tennis Tournament, titulární partner tabáková firma John Player & Sons
- 1975: Eastbourne International
- 1976–1979: Colgate International, titulární partner Colgate
- 1980–1983: BMW Championships, titulární partner BMW
- 1984: Eastbourne International
- 1985–1986: Pilkington Glass Championships, titulární partner sklárna Pilkington
- 1987: Pilkington Championships
- 1988–1989: Pilkington Glass Championships
- 1990: Pilkington Championships
- 1991–1992: Pilkington Glass Championships
- 1993–1994: Volkswagen Cup, titulární partner Volkswagen
- 1995: Direct Line International Ladies Championships, titulární partner pojišťovna Direct Line
- 1996–1999: Direct Line International Championships
- 2000: Direct Line Championships
- 2001–2002: Britannic Asset Championships, titulární partner pojišťovna Britannic Asset
- 2003: Hastings Direct Championships, titulární partner pojišťovna Hastings Direct
- 2004: Hastings Direct International Championships
- 2005: Hastings Direct Championships
- 2006: Hastings Direct International Championships
- 2007: Hastings Direct Championships
- 2008: International Women's Open
- 2009–2017: Aegon International, titulární partner skotská pojišťovna Aegon
- 2018–2020: Nature Valley International, titulární partner americká potravinářská firma Nature Valley[16]
- 2021: Viking International Eastbourne, titulární partner americká lodní společnost Viking Cruises[17]
- 2022–2024: Rothesay International Eastbourne, titulární partner britský specialista na penzijní připojištění Rothesay.[15]
- 2025: Lexus Eastbourne Open, titulární partner výrobní divize Lexus koncernu Toyota.[13][14]

### Muži
Seznam názvů mužského turnaje.
- 2009–2014: Aegon International
- 2017: Aegon International
- 2018–2020: Nature Valley International
- 2021: Viking International Eastbourne
- 2022–2024: Rothesay International
- 2025: Lexus Eastbourne Open

## Přehled finále

### Ženská dvouhra
| Rok  | vítězka                                    | finalistka                                 | výsledek                       |
| ---- | ------------------------------------------ | ------------------------------------------ | ------------------------------ |
| 1974 | Chris Evertová                             | Virginia Wadeová                           | 7–5, 6–4                       |
| 1975 | Virginia Wadeová                           | Billie Jean Kingová                        | 7–5, 4–6, 6–3                  |
| 1976 | Chris Evertová (2)                         | Virginia Wadeová                           | 8–6, 6–3                       |
| 1977 | nekonal se                                 | nekonal se                                 | nekonal se                     |
| 1978 | Martina Navrátilová                        | Chris Evertová                             | 6–4, 4–6, 9–7                  |
| 1979 | Chris Evertová (3)                         | Martina Navrátilová                        | 7–5, 5–7, 13–11                |
| 1980 | Tracy Austinová                            | Wendy Turnbullová                          | 7–6(7–3), 6–2                  |
| 1981 | Tracy Austinová (2)                        | Andrea Jaegerová                           | 6–3, 6–4                       |
| 1982 | Martina Navrátilová (2)                    | Hana Mandlíková                            | 6–4, 6–3                       |
| 1983 | Martina Navrátilová (3)                    | Wendy Turnbullová                          | 6–1, 6–1                       |
| 1984 | Martina Navrátilová (4)                    | Kathy Jordanová                            | 6–4, 6–1                       |
| 1985 | Martina Navrátilová (5)                    | Helena Suková                              | 6–4, 6–3                       |
| 1986 | Martina Navrátilová (6)                    | Helena Suková                              | 3–6, 6–3, 6–4                  |
| 1987 | Helena Suková                              | Martina Navrátilová                        | 7–6(7–5), 6–3                  |
| 1988 | Martina Navrátilová (7)                    | Nataša Zverevová                           | 6–2, 6–2                       |
| 1989 | Martina Navrátilová (8)                    | Raffaella Reggiová                         | 7–6(7–2), 6–2                  |
| 1990 | Martina Navrátilová (9)                    | Gretchen Magersová                         | 6–0, 6–2                       |
| 1991 | Martina Navrátilová (10)                   | Arantxa Sánchez Vicariová                  | 6–4, 6–4                       |
| 1992 | Lori McNeilová                             | Linda Harvey Wildová                       | 6–4, 6–4                       |
| 1993 | Martina Navrátilová (11)                   | Miriam Oremansová                          | 2–6, 6–2, 6–3                  |
| 1994 | Meredith McGrathová                        | Linda Harvey Wildová                       | 6–2, 6–4                       |
| 1995 | Nathalie Tauziatová                        | Chanda Rubinová                            | 3–6, 6–0, 7–5                  |
| 1996 | Monika Selešová                            | Mary Joe Fernandezová                      | 6–0, 6–2                       |
| 1997 | Jana Novotná vs. Arantxa Sánchez Vicariová | Jana Novotná vs. Arantxa Sánchez Vicariová | 6–5nedohráno pro déšť          |
| 1998 | Jana Novotná                               | Arantxa Sánchez Vicariová                  | 6–1, 7–5                       |
| 1999 | Nataša Zverevová                           | Nathalie Tauziatová                        | 0–6, 7–5, 6–3                  |
| 2000 | Julie Halard-Decugisová                    | Dominique Monamiová                        | 7–6(7–4), 6–4                  |
| 2001 | Lindsay Davenportová                       | Magüi Sernaová                             | 6–2, 6–0                       |
| 2002 | Chanda Rubin                               | Anastasija Myskinová                       | 6–1, 6–3                       |
| 2003 | Chanda Rubinová (2)                        | Conchita Martínezová                       | 6–4, 3–6, 6–4                  |
| 2004 | Světlana Kuzněcovová                       | Daniela Hantuchová                         | 2–6, 7–6(7–2), 6–4             |
| 2005 | Kim Clijstersová                           | Věra Duševinová                            | 7–5, 6–0                       |
| 2006 | Justine Heninová                           | Anastasija Myskinová                       | 4–6, 6–1, 7–6(7–5)             |
| 2007 | Justine Heninová (2)                       | Amélie Mauresmová                          | 7–5, 6–7(4–7), 7–6(7–2)        |
| 2008 | Agnieszka Radwańská                        | Naděžda Petrovová                          | 6–4, 6–7(11–13), 6–4           |
| 2009 | Caroline Wozniacká                         | Virginie Razzanová                         | 7–6(7–5), 7–5                  |
| 2010 | Jekatěrina Makarovová                      | Viktoria Azarenková                        | 7–6(7–4), 6–4                  |
| 2011 | Marion Bartoliová                          | Petra Kvitová                              | 6–1, 4–6, 7–5                  |
| 2012 | Tamira Paszeková                           | Angelique Kerberová                        | 5–7, 6–3, 7–5                  |
| 2013 | Jelena Vesninová                           | Jamie Hamptonová                           | 6–2, 6–1                       |
| 2014 | Madison Keysová                            | Angelique Kerberová                        | 6–3, 3–6, 7–5                  |
| 2015 | Belinda Bencicová                          | Agnieszka Radwańská                        | 6–4, 4–6, 6–0                  |
| 2016 | Dominika Cibulková                         | Karolína Plíšková                          | 7–5, 6–3                       |
| 2017 | Karolína Plíšková                          | Caroline Wozniacká                         | 6–4, 6–4                       |
| 2018 | Caroline Wozniacká (2)                     | Aryna Sabalenková                          | 7–5, 7–6(7–5)                  |
| 2019 | Karolína Plíšková (2)                      | Angelique Kerberová                        | 6–1, 6–4                       |
| 2020 | zrušeno pro pandemii covidu-19             | zrušeno pro pandemii covidu-19             | zrušeno pro pandemii covidu-19 |
| 2021 | Jeļena Ostapenková                         | Anett Kontaveitová                         | 6–3, 6–3                       |
| 2022 | Petra Kvitová                              | Jeļena Ostapenková                         | 6–3, 6–2                       |
| 2023 | Madison Keysová (2)                        | Darja Kasatkinová                          | 6–2, 7–6(15–13)                |
| 2024 | Darja Kasatkinová                          | Leylah Fernandezová                        | 6–3, 6–4                       |
| 2025 | Maya Jointová                              | Alexandra Ealaová                          | 6–4, 1–6, 7–6(12–10)           |

### Mužská dvouhra
| Rok  | vítěz                          | finalista                      | výsledek                       |
| ---- | ------------------------------ | ------------------------------ | ------------------------------ |
| 2009 | Dmitrij Tursunov               | Frank Dancevic                 | 6–3, 7–6(7–5)                  |
| 2010 | Michaël Llodra                 | Guillermo García-López         | 7–5, 6–2                       |
| 2011 | Andreas Seppi                  | Janko Tipsarević               | 7–6(7–5), 3–6, 5–3skreč        |
| 2012 | Andy Roddick                   | Andreas Seppi                  | 6–3, 6–2                       |
| 2013 | Feliciano López                | Gilles Simon                   | 7–6(7–2), 6–7(5–7), 6–0        |
| 2014 | Feliciano López (2)            | Richard Gasquet                | 6–3, 6–7(5–7), 7–5             |
| 2015 | nekonal se                     | nekonal se                     | nekonal se                     |
| 2016 | nekonal se                     | nekonal se                     | nekonal se                     |
| 2017 | Novak Djoković                 | Gaël Monfils                   | 6–3, 6–4                       |
| 2018 | Mischa Zverev                  | Lukáš Lacko                    | 6–4, 6–4                       |
| 2019 | Taylor Fritz                   | Sam Querrey                    | 6–3, 6–4                       |
| 2020 | zrušeno pro pandemii covidu-19 | zrušeno pro pandemii covidu-19 | zrušeno pro pandemii covidu-19 |
| 2021 | Alex de Minaur                 | Lorenzo Sonego                 | 4–6, 6–4, 7–6(7–5)             |
| 2022 | Taylor Fritz (2)               | Maxime Cressy                  | 6–2, 6–7(4–7), 7–6(7–4)        |
| 2023 | Francisco Cerúndolo            | Tommy Paul                     | 6–4, 1–6, 6–4                  |
| 2024 | Taylor Fritz (3)               | Max Purcell                    | 6–4, 6–3                       |
| 2025 | Taylor Fritz (4)               | Jenson Brooksby                | 7–5, 6–1                       |

### Ženská čtyřhra
| Rok  | vítězky                                                                     | finalistky                                                                  | výsledek                       |
| ---- | --------------------------------------------------------------------------- | --------------------------------------------------------------------------- | ------------------------------ |
| 1975 | Julie Anthonyová Olga Morozovová                                            | Evonne Goolagongová Peggy Michelová                                         | 6–2, 6–4                       |
| 1976 | Chris Evertová / Martina Navrátilová vs. Olga Morozovová / Virginia Wadeová | Chris Evertová / Martina Navrátilová vs. Olga Morozovová / Virginia Wadeová | 6–4, 1–1nedohráno pro déšť     |
| 1977 | nekonal se                                                                  | nekonal se                                                                  | nekonal se                     |
| 1978 | Chris Evertová Betty Stöveová                                               | Billie Jean Kingová Martina Navrátilová                                     | 6–4, 6–7, 7–5                  |
| 1979 | Betty Stöveová (2) Wendy Turnbullová                                        | Ilana Klossová Betty Ann Grubb-Stuartová                                    | 6–2, 6–2                       |
| 1980 | Kathy Jordanová Anne Smithová                                               | Pam Shriverová Betty Stöveová                                               | 6–4, 6–1                       |
| 1981 | Martina Navrátilová Pam Shriverová                                          | Kathy Jordanová Anne Smithová                                               | 6–7, 6–2, 6–1                  |
| 1982 | Martina Navrátilová (2) Pam Shriverová (2)                                  | Kathy Jordanová Anne Smithová                                               | 6–3, 6–4                       |
| 1983 | Martina Navrátilová (3) Pam Shriverová (3) '                                | Jo Durieová Anne HobbsAnne Smithová                                         | 6–1, 6–0                       |
| 1984 | Martina Navrátilová (4) Pam Shriverová (4)                                  | Jo Durieová Ann Kiyomurová                                                  | 6–4, 6–2                       |
| 1985 | Martina Navrátilová (5) Pam Shriverová (5)                                  | Kathy Jordanová Elizabeth Sayers Smylieová                                  | 7–5, 6–4                       |
| 1986 | Martina Navrátilová (6) Pam Shriverová (6)                                  | Claudia Kohdeová-Kilschová Helena Suková                                    | 6–2, 6–4                       |
| 1987 | Světlana Parchomenková Larisa Savčenková                                    | Rosalyn Fairbanková Elizabeth Sayers Smylieová                              | 7–6(7–5), 4–6, 7–5             |
| 1988 | Eva Pfaffová Elizabeth Sayers Smylieová                                     | Belinda Cordwellová Dinky Van Rensburgová                                   | 6–3, 7–6(8–6)                  |
| 1989 | Katrina Adamsová Zina Garrisonová                                           | Jana Novotná Helena Suková                                                  | 6–3skreč                       |
| 1990 | Larisa Savčenková (2) Nataša Zverevová                                      | Patty Fendicková Zina Garrisonová                                           | 6–4, 6–3                       |
| 1991 | Larisa Savčenková (3) Nataša Zverevová (2)                                  | Gigi Fernándezová Jana Novotná                                              | 2–6, 6–4, 6–4                  |
| 1992 | Jana Novotná Larisa Neilandová                                              | Mary Joe Fernandezová Zina Garrisonová                                      | 6–0, 6–3                       |
| 1993 | Gigi Fernándezová Nataša Zverevová (3)                                      | Jana Novotná Larisa Neilandová                                              | 2–6, 7–5, 6–1                  |
| 1994 | Gigi Fernándezová (2) Nataša Zverevová (4)                                  | Inés Gorrochateguiová Helena Suková                                         | 6–7(4–7), 6–4, 6–3             |
| 1995 | Jana Novotná (2) Arantxa Sánchez Vicariová                                  | Gigi Fernándezová Nataša Zverevová                                          | 0–6, 6–3, 6–4                  |
| 1996 | Jana Novotná (3) Arantxa Sánchez Vicariová (2)                              | Rosalyn Fairbank Nidefferová Pam Shriverová                                 | 4–6, 7–5, 6–4                  |
| 1997 | Nicole Arendtová / Manon Bollegrafová vs. Lori McNeilová / Helena Suková    | Nicole Arendtová / Manon Bollegrafová vs. Lori McNeilová / Helena Suková    | zrušeno                        |
| 1998 | Mariaan de Swardtová Jana Novotná (4)                                       | Arantxa Sánchez Vicariová Nataša Zverevová                                  | 6–1, 6–3                       |
| 1999 | Martina Hingisová Anna Kurnikovová                                          | Jana Novotná Nataša Zverevová                                               | 6–4skreč                       |
| 2000 | Ai Sugijamová Nathalie Tauziatová                                           | Lisa Raymondová Rennae Stubbsová                                            | 2–6, 6–3, 7–6(7–3)             |
| 2001 | Lisa Raymondová Rennae Stubbsová                                            | Cara Blacková Jelena Lichovcevová                                           | 6–2, 6–2                       |
| 2002 | Lisa Raymondová (2) Rennae Stubbsová (2)                                    | Cara Blacková Jelena Lichovcevová                                           | 6–7(5–7), 7–6(8–6), 6–2        |
| 2003 | Lisa Raymondová (3) Lindsay Davenportová                                    | Jennifer Capriatiová Magüi Sernaová                                         | 6–3, 6–2                       |
| 2004 | Alicia Moliková Magüi Sernaová                                              | Světlana Kuzněcovová Jelena Lichovcevová                                    | 6–4, 6–4                       |
| 2005 | Lisa Raymondová (4) Rennae Stubbsová (3)                                    | Jelena Lichovcevová Věra Zvonarevová                                        | 6–3, 7–5                       |
| 2006 | Světlana Kuzněcovová Amélie Mauresmová                                      | Liezel Huberová Martina Navrátilová                                         | 6–2, 6–4                       |
| 2007 | Lisa Raymondová (5) Samantha Stosurová                                      | Květa Peschkeová Rennae Stubbsová                                           | 6–7(5–7), 6–4, 6–3             |
| 2008 | Cara Blacková Liezel Huberová                                               | Květa Peschkeová Rennae Stubbsová                                           | 2–6, 6–0, [10–8]               |
| 2009 | Akgul Amanmuradovová Ai Sugijamová (2)                                      | Samantha Stosurová Rennae Stubbsová                                         | 6–4, 6–3                       |
| 2010 | Lisa Raymondová (6) Rennae Stubbsová (4)                                    | Květa Peschkeová Katarina Srebotniková                                      | 6–2, 2–6, [13–11]              |
| 2011 | Květa Peschkeová Katarina Srebotniková                                      | Liezel Huberová Lisa Raymondová                                             | 6–3, 6–0                       |
| 2012 | Nuria Llagostera Vivesová María J. Martínez Sánchezová                      | Liezel Huberová Lisa Raymondová                                             | 6–4skreč                       |
| 2013 | Naděžda Petrovová Katarina Srebotniková (2)                                 | Monica Niculescuová Klára Zakopalová                                        | 6–3, 6–3                       |
| 2014 | Čan Chao-čching Čan Jung-žan                                                | Martina Hingisová Flavia Pennettaová                                        | 6–3, 5–7, [10–7]               |
| 2015 | Caroline Garciaová Katarina Srebotniková (3)                                | Čan Jung-žan Čeng Ťie                                                       | 7–6(7–5), 6–2                  |
| 2016 | Darija Juraková Anastasia Rodionovová                                       | Čan Chao-čching Čan Jung-žan                                                | 5–7, 7–6(7–4), [10–6]          |
| 2017 | Čan Jung-žan Martina Hingisová                                              | Ashleigh Bartyová Casey Dellacquová                                         | 6–3, 7–5                       |
| 2018 | Gabriela Dabrowská Sü I-fan                                                 | Irina-Camelia Beguová Mihaela Buzărnescuová                                 | 6–3, 7–5                       |
| 2019 | Čan Chao-čching Latisha Chan                                                | Kirsten Flipkensová Bethanie Matteková-Sandsová                             | 2–6, 6–3, [10–6]               |
| 2020 | zrušeno pro pandemii covidu-19                                              | zrušeno pro pandemii covidu-19                                              | zrušeno pro pandemii covidu-19 |
| 2021 | Šúko Aojamová Ena Šibaharaová                                               | Nicole Melicharová Demi Schuursová                                          | 6–1, 6–4                       |
| 2022 | Aleksandra Krunićová Magda Linetteová                                       | Ljudmyla Kičenoková Jeļena Ostapenková                                      | bez boje                       |
| 2023 | Desirae Krawczyková Demi Schuursová                                         | Nicole Melichar-Martinezová Ellen Perezová                                  | 6–2, 6–4                       |
| 2024 | Ljudmyla Kičenoková Jeļena Ostapenková                                      | Gabriela Dabrowská Erin Routliffeová                                        | 5–7, 7–6(7–2), [10–8]          |
| 2025 | Marie Bouzková Anna Danilinová                                              | Sie Šu-wej Maya Jointová                                                    | 6–4, 7–5                       |

### Mužská čtyřhra
| Rok  | vítězové                                     | finalisté                        | výsledek                       |
| ---- | -------------------------------------------- | -------------------------------- | ------------------------------ |
| 2009 | Mariusz Fyrstenberg Marcin Matkowski         | Travis Parrott Filip Polášek     | 6–4, 6–4                       |
| 2010 | Mariusz Fyrstenberg (2) Marcin Matkowski (2) | Colin Fleming Ken Skupski        | 6–3, 5–7, [10–8]               |
| 2011 | Jonatan Erlich Andy Ram                      | Grigor Dimitrov Andreas Seppi    | 6–3, 6–3                       |
| 2012 | Colin Fleming Ross Hutchins                  | Jamie Delgado Ken Skupski        | 6–4, 6–3                       |
| 2013 | Alexander Peya Bruno Soares                  | Colin Fleming Jonathan Marray    | 3–6, 6–3, [10–8]               |
| 2014 | Treat Conrad Huey Dominic Inglot             | Alexander Peya Bruno Soares      | 7–5, 5–7, [10–8]               |
| 2015 | nekonal se                                   | nekonal se                       | nekonal se                     |
| 2016 | nekonal se                                   | nekonal se                       | nekonal se                     |
| 2017 | Bob Bryan Mike Bryan                         | Rohan Bopanna André Sá           | 6–7(4–7), 6–4, [10–3]          |
| 2018 | Luke Bambridge Jonny O'Mara                  | Ken Skupski Neal Skupski         | 7–5, 6–4                       |
| 2019 | Juan Sebastián Cabal Robert Farah            | Máximo González Horacio Zeballos | 3–6, 7–6(7–4), [1              |
| 2020 | zrušeno pro pandemii covidu-19               | zrušeno pro pandemii covidu-19   | zrušeno pro pandemii covidu-19 |
| 2021 | Nikola Mektić Mate Pavić                     | Rajeev Ram Joe Salisbury         | 6–4, 6–3                       |
| 2022 | Nikola Mektić (2) Mate Pavić (2)             | Matwé Middelkoop Luke Saville    | 6–4, 6–2                       |
| 2023 | Nikola Mektić (3) Mate Pavić (3)             | Ivan Dodig Austin Krajicek       | 6–4, 6–2                       |
| 2024 | Neal Skupski Michael Venus                   | Matthew Ebden John Peers         | 4–6, 7–6(7–2), [11–9]          |
| 2025 | Julian Cash Lloyd Glasspool                  | Ariel Behar Joran Vliegen        | 6–4, 7–6(7–5)                  |

## Galerie

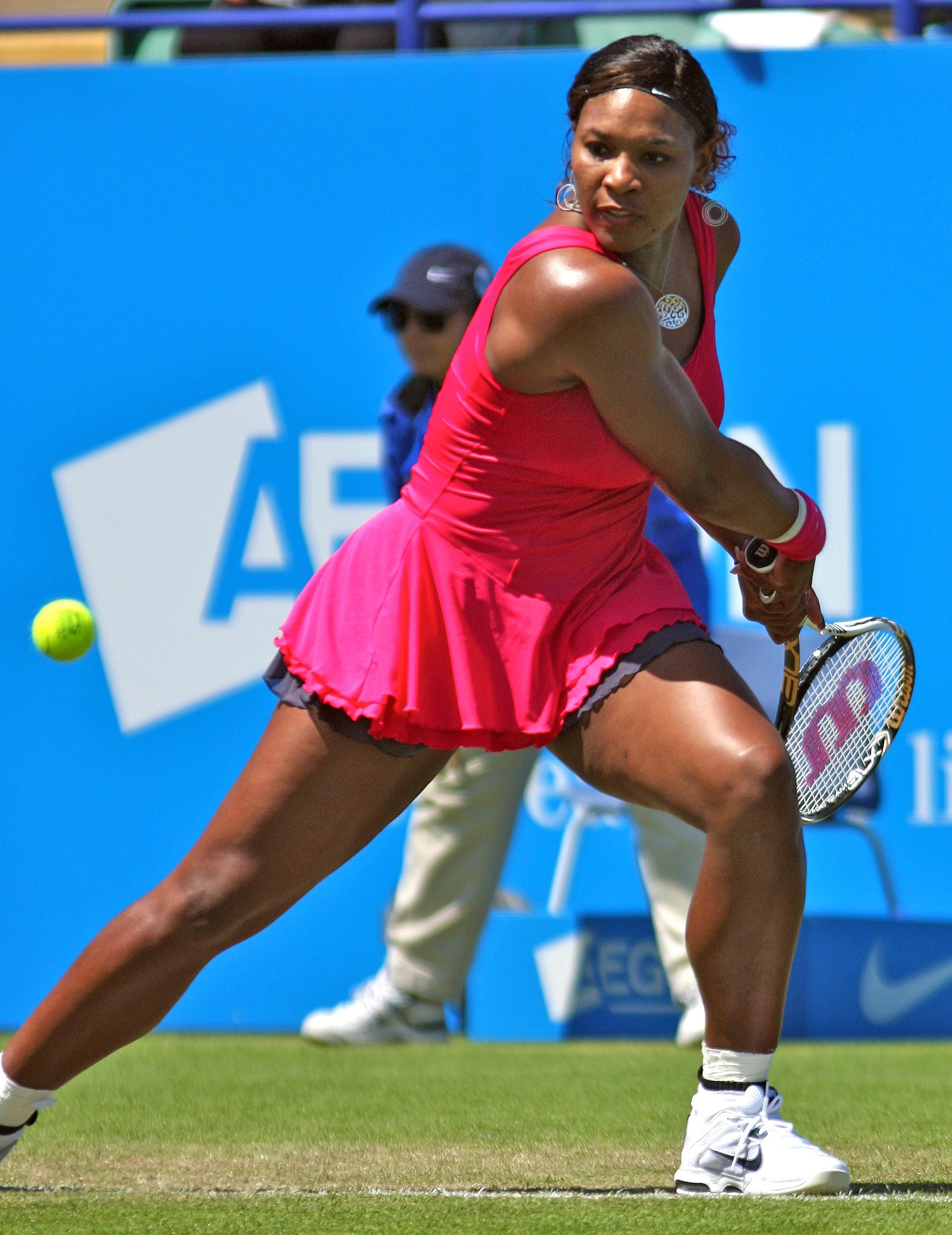
Serena Williamsová, 2011
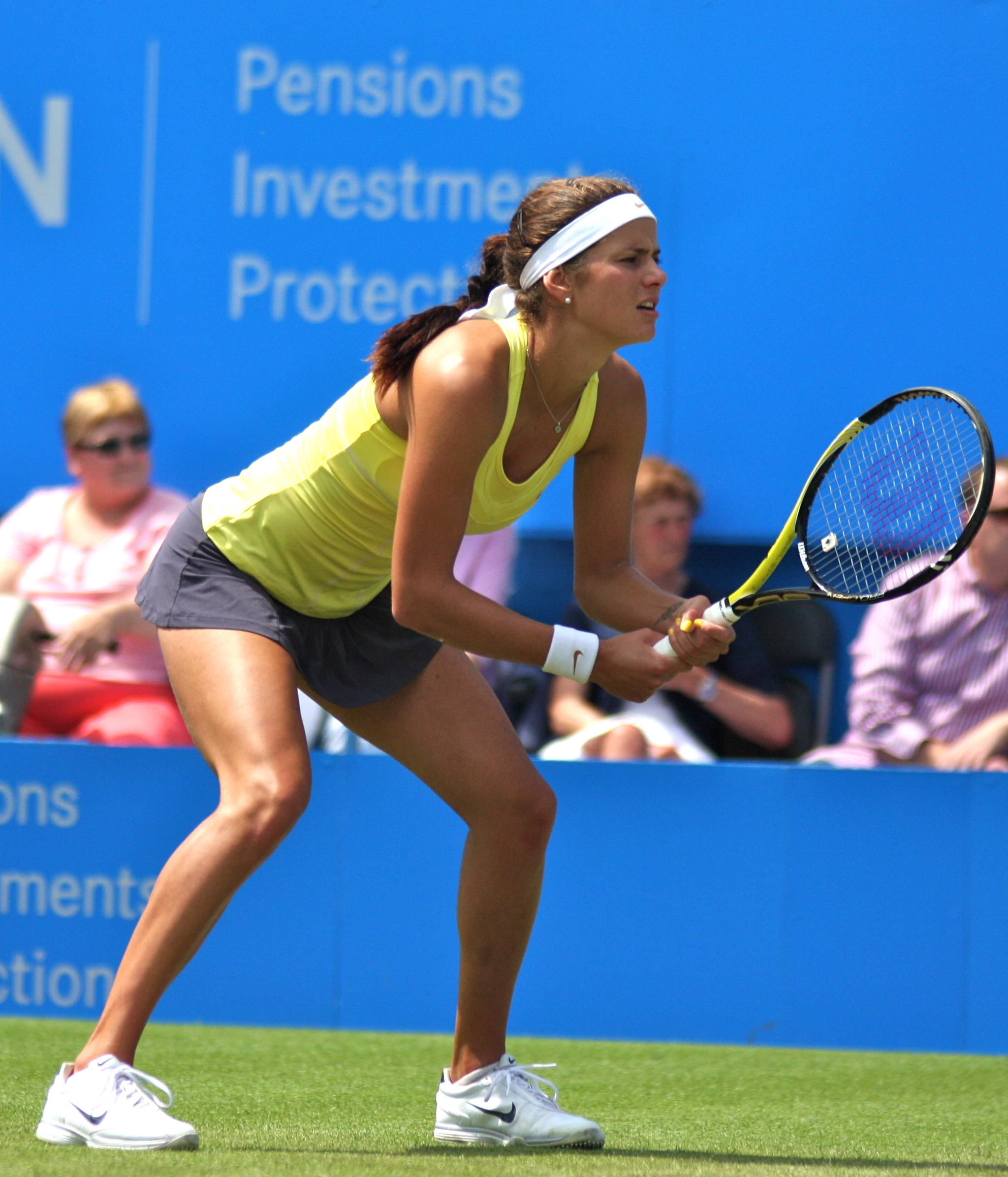
Julia Görgesová, 2011
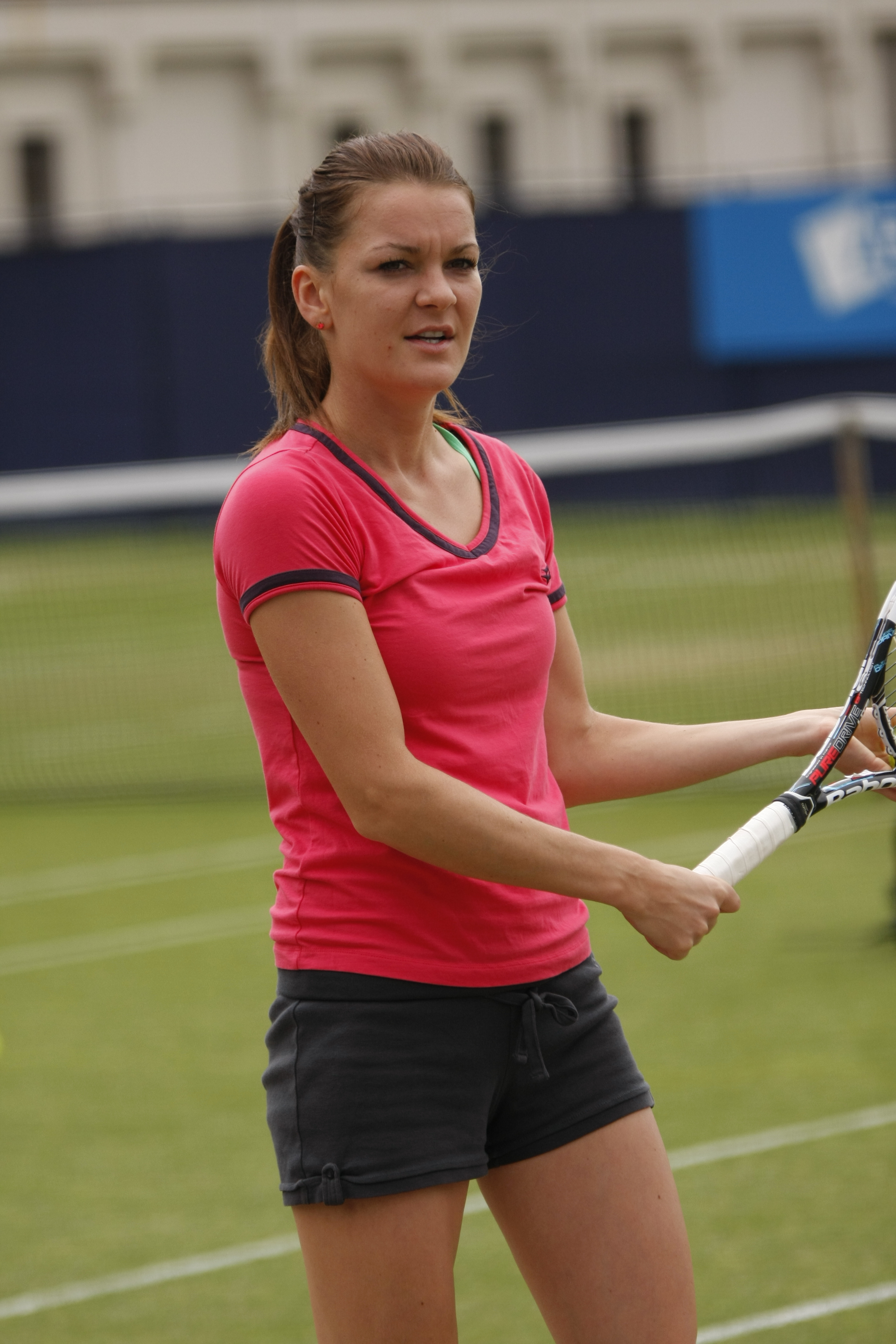
Agnieszka Radwańská, 2014
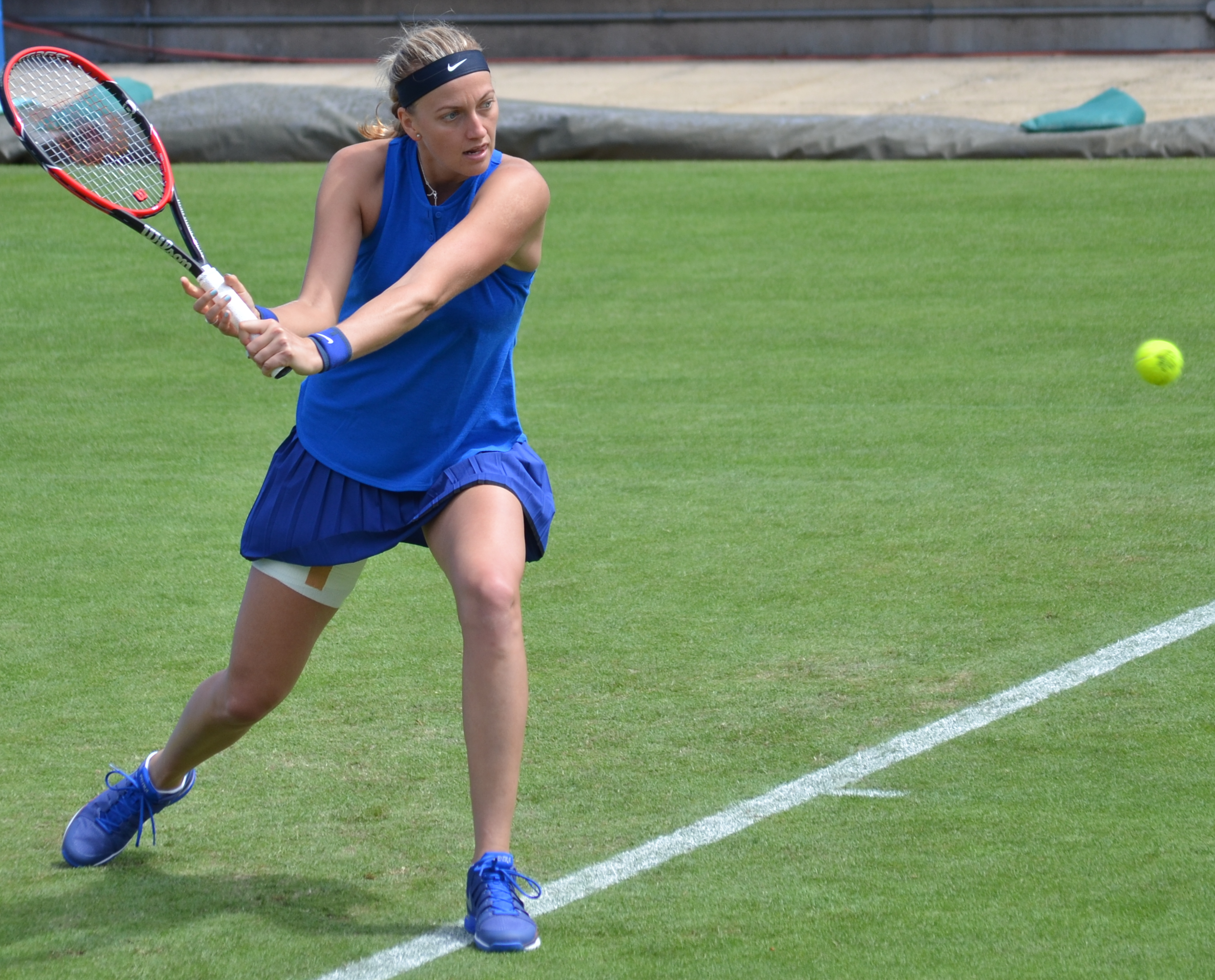
Petra Kvitová, 2016
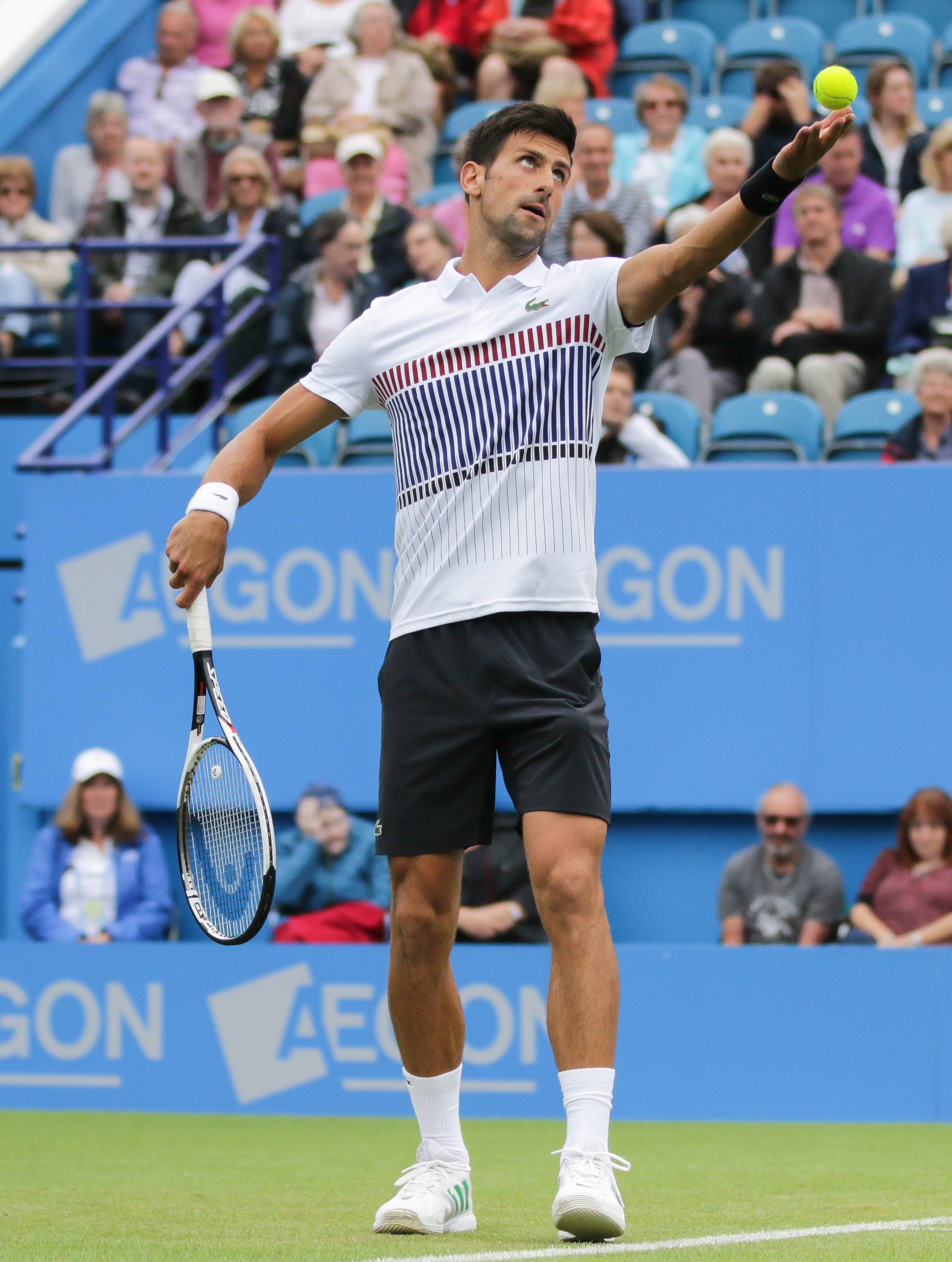
Novak Djoković, 2017
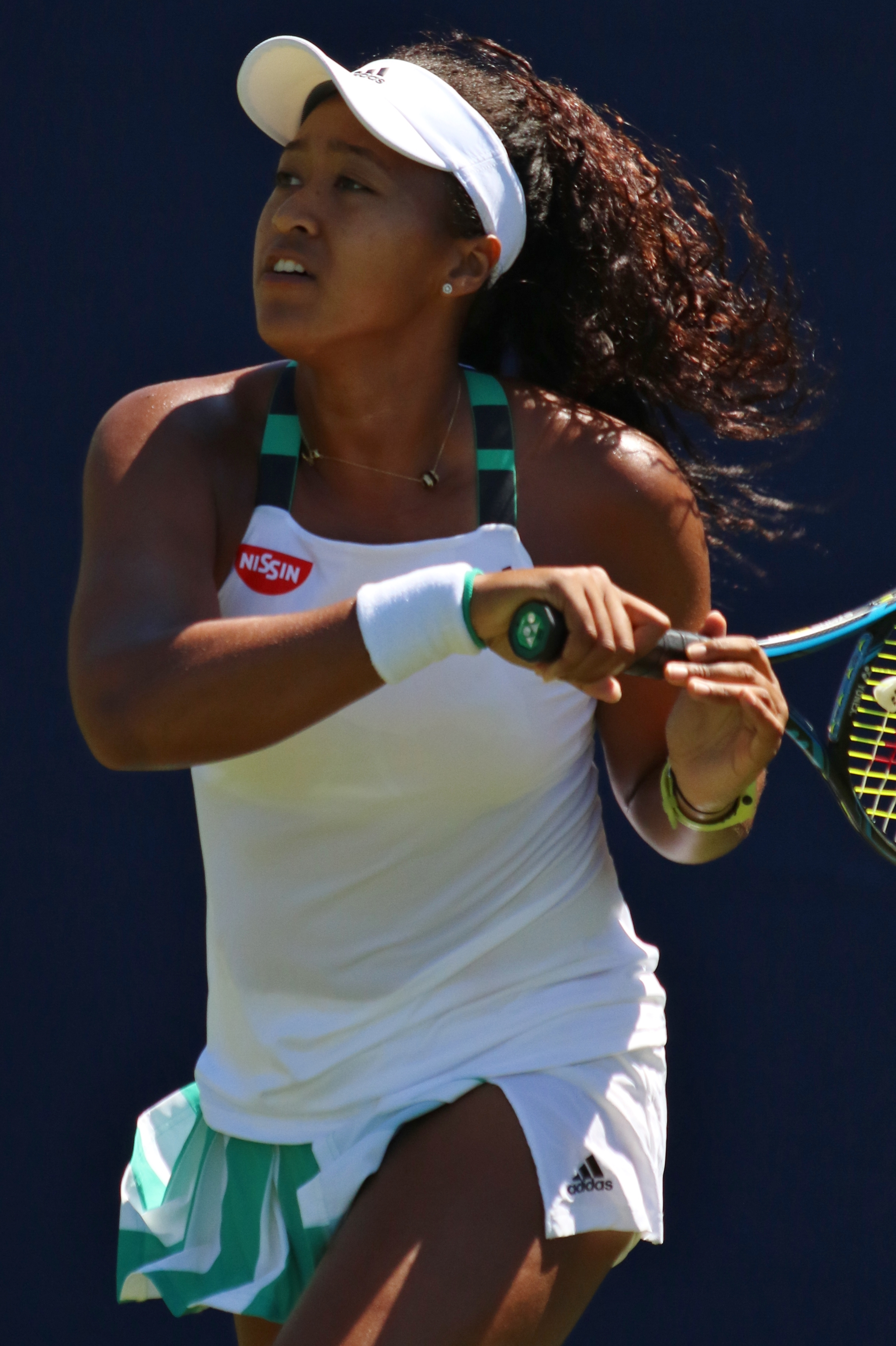
Naomi Ósakaová, 2017